# Der Turm (televisieserie)
Der Turm is een tweedelige Duitse televisieserie naar het gelijknamige boek van Uwe Tellkamp. De serie werd voor het eerst op 3 en 4 oktober 2012 op Das Erste uitgezonden.

## Verhaal
Der Turm beschrijft het wel en wee van de familie Hoffmann te Dresden in de laatste zeven jaar van de DDR voor de val van de muur. Vader Richard Hoffmann is een succesvol chirurg en hoopt het hoofd van de kliniek op te kunnen volgen. Aan zijn zoon Christian stelt hij hoge verwachtingen en voorziet hij eenzelfde carrière, hetgeen de verhouding tussen vader en zoon niet ten goede komt. Des te beter kan Christian opschieten met zijn oom Meno, de oudste broer van zijn moeder Anne. Meno is lector en moet daarbij rekening houden met de cultuurbureaucratie. Hiermee bevindt Meno zich in een spagaat want hij voelt tegelijkertijd meer verwantschap met de auteurs, die onder de censuur lijden, dan met de ideologie van de staat. 
Richard Hoffmann heeft reeds een jarenlange affaire met de secretaresse Josta Fischer, met wie hij een dochter heeft. Dit gegeven maakt hem, net als een op jonge leeftijd begane jeugdzonde, chantabel voor de Stasi. De Stasi zet Richard onder druk en hij maakt als uitvloeisel daarvan een einde aan zijn buitenechtelijke verhouding, maar zijn weigering om als informant op te treden krijgt gevolgen voor zowel zijn familie als zijn carrière. 
Om toegang te krijgen tot een studie geneeskunde wordt Christian na een succesvolle schoolopleiding gedwongen om drie jaar te tekenen voor de Nationale Volksarmee. Christian wordt tijden zijn dienst gedwongen te kiezen tussen het systeem en menselijkheid en weet deze druk ten slotte niet meer te weerstaan. Na een gevangenisstraf wegens ongehoorzaamheid jegens zijn meerdere moet Christian zijn driejarige dienstperiode vol maken, terwijl moeder Anne zich in de laatste dagen van het communistische regime aansluit bij de oppositiebeweging.

## Rolverdeling
| Acteur                | Personage          |
| --------------------- | ------------------ |
| Jan Josef Liefers     | Richard Hoffmann   |
| Sebastian Urzendowsky | Christian Hoffmann |
| Claudia Michelsen     | Anne Hoffmann      |
| Götz Schubert         | Meno Rohde         |
| Nadja Uhl             | Josta Fischer      |
| Josephin Busch        | Reina Kossmann     |
| Valery Tscheplanowa   | Judith Schevola    |
| Hans Uwe Bauer        | Ulrich Rohde       |
| Steffi Kühnert        | Barbara Rohde      |
| Stephanie Stumph      | Ina Rohde          |
| Sergej Moya           | Ezzo Rohde         |
| Thorsten Merten       | Manfred Weniger    |
| Christian Sengewald   | Thomas Wernstein   |
| Udo Schenk            | Kohler             |
| Ernst-Georg Schwill   | Chefarzt Müller    |
| Peter Prager          | Direktor Fahner    |
| Peter Sodann          | Max Barsano        |

## Onderscheidingen
- 2012: Bambi (publieksprijs)
- 2013: Goldene Kamera voor Claudia Michelsen (beste Duitse actrice)
- 2013: Grimme-Preis in de categorie Fictie voor Thomas Kirchner (draaiboek), Christian Schwochow (regie), Lars Lange (decor) en Jan Josef Liefers, Claudia Michelsen en Sebastian Urzendowsky (namens de spelers)
- 2013: Jupiter-Filmpreis voor de beste televisiefilm
- 2013: Onderscheiding voor de beste montage (voor Jens Klüber) door de Deutsche Akademie für Fernsehen